# Lijst van onderscheidingen van de Blauwe divisie
Dit is een lijst van onderscheidingen van de Blauwe divisie.

## Dragers van het Duits Kruis

### In goud
- Emilio Esteban Infantes, Kommandeur, 250. Infanterie-Division[1][2]

## Dragers van het Ridderkruis van het IJzeren Kruis
- Agustín Muñoz Grandes, Kommandeur Division Espanola de Voluntarios 250 (Spanische Freiwilligen-Division „Blaue Division“[3][4]
- Emilio Esteban Infantes, Kommandeur Division Espanola de Voluntarios 250 (Spanische Freiwilligen-Division „Blaue Division“[1][2]

## Eikenloof
- Agustín Muñoz Grandes, Kommandeur Division Espanola de Voluntarios 250 (Spanische Freiwilligen-Division „Blaue Division“[3][4]